# Чифлик (Сопиште)
Чифлик (мкд. Чифлик) је насеље у Северној Македонији, у северном делу државе. Чифлик припада општине Сопиште, која окупља јужна предграђа Града Скопља.

## Географија
Чифлик је смештен у северном делу Северне Македоније. Од најближег већег града, Скопља, насеље је удаљено 20 km јужно.
Насеље Чифлик је у оквиру историјске области Кршијак, која се обухвата долину Маркове реке, јужно од Скопског поља. Насеље је смештено на југоисточним падинама планине Водно. Ка југу се тло спушта у долину Маркове реке, док се ка западу спушта у клисуру реке Треске. Надморска висина насеља је приближно 650 метара.
Месна клима је континентална.

## Становништво
Чифлик је према последњем попису из 2002. године имао 636 становника.
Претежно становништво у насељу су Албанци (99%), а остало су етнички Македонци.
Већинска вероисповест је ислам.